# David Gallagher
David Lee Gallagher (Queens, Nueva York, 9 de febrero de 1985) es un actor estadounidense, más conocido por su papel de Simon Camden en la serie de televisión 7th Heaven.

## Biografía

### Vida personal
David nació en Queens, Nueva York. Su padre se llama Vince (un estadounidense de ascendencia irlandesa) y su madre Elena (una estadounidense de ascendencia cubana). Tiene dos hermanas, Michelle y Kelly; y otros dos hermanos, Killian y Kyle. Su hermano Killian fue diagnosticado de autismo a los tres años, y trabaja en la organización sin ánimo de lucro Cure Autism Now.

### Carrera
David Gallagher comenzó a actuar a la edad de dos años, apareciendo como modelo en un anuncio impreso. Esto le ayudó a conseguir papeles en varios anuncios de televisión, incluyendo algunos para Walt Disney World y Burger King. David debutó en la pantalla a la edad de ocho años, haciendo de uno de los niños en la secuela de 1993 Look Who's Talking Now! (Mira quién habla ahora) Durante la década de los 90, él apareció en varias películas hechas para televisión, y tuvo un papel en la película de 1996 Phenomenon.
En 1996, a David le dieron el papel de Simon Camden, el cuarto hijo del reverendo Eric Camden, en la serie de televisión 7th Heaven (emitida en España por Telecinco, Disney Channel y Cuatro). El éxito de la serie ayudó a que David fuera conocido por toda la audiencia televisiva. David también protagonizó la película Niño Rico 2 interpretando a Richie Rich en 1998. David interpretó a Simon Camden en 7th Heaven desde el comienzo de la serie en 1996 hasta 2003, y reapareció en 2004 tras dejar la serie durante un año ir a la University of Southern California. Se pensaba que la décima temporada iba a ser el final de la serie, pero a finales de 2006, The CW aceptó que hubiera una última temporada: David ya no apareció en ella porque optó por no renovar su contrato.  
David Gallagher también tuvo papeles en películas como Little Secrets (agosto de 2002), donde interpreta al chico del que se enamora del personaje de Evan Rachel Wood, y en Kart Racer (septiembre de 2003), donde interpreta a un competitivo corredor; además de otras muchas películas (ver filmografía). La mayoría de sus últimas películas han sido producciones independientes.
Además, bien como protagonista o bien desarrollando algún papel secundario, apareció en series como Walker Texas Ranger (1997), Rocket Power (1999), The New Adventures of Spin and Marty: Suspect Behavior (año 2000, en una secuela de la antigua serie) y en dos episodios de Numb3rs (2006). También dobló a personajes como Seiji, del filme japonés Mimi wo Sumaseba; a Ben, el primo de Eliza en la serie The Wild Thornberrys y a Riku, uno de los protagonistas de Kingdom Hearts.
Entre las chicas famosas con las que ha estado se incluyen Megan Fox y Jillian Grace.

## Filmografía
| Año       | Título                                                                 | Personaje       | Observaciones                    |
| --------- | ---------------------------------------------------------------------- | --------------- | -------------------------------- |
| 2012      | Criminal Minds                                                         | Matt Moore      | Episodio "The Wheels on the Bus" |
| 2012      | Scared of the Dark                                                     | Adam            |                                  |
| 2011      | Trophy Kids                                                            | Reid Davis      |                                  |
| 2011      | Super 8                                                                | Donny           |                                  |
| 2011      | The Vampire Diaries                                                    | Ray Sutton      |                                  |
| 2010      | Betwixt                                                                |                 |                                  |
| 2010      | The Deep End                                                           | Kevin           |                                  |
| 2009      | Smallville                                                             | Zan             |                                  |
| 2009      | Numb3rs                                                                | Buck Winters    |                                  |
| 2008      | Saving Grace                                                           | Paul Shapiro    |                                  |
| 2008      | Bones                                                                  | Ryan Stephenson |                                  |
| 2008      | Without a Trace                                                        | Jeff Ellis      |                                  |
| 2007      | Boogeyman                                                              | Mark            |                                  |
| 2007      | Freakin' Zombies, Man!                                                 | Duke            |                                  |
| 2007      | CSI: Miami                                                             | Rick Bates      |                                  |
| 2007      | The Picture of Dorian Gray                                             | Dorian Gray     |                                  |
| 2006      | Sunday Morning                                                         |                 | Cortometraje                     |
| 2006      | Numb3rs                                                                | Buck Winters    |                                  |
| 2005      | The Quiet                                                              | Brian           |                                  |
| 2003      | Kart Racer                                                             | Scott McKenna   |                                  |
| 2002      | Little Secrets (El Rincón de los Secretos / La Guardadora de Secretos) | David           |                                  |
| 1998      | Niño Rico 2                                                            | Richie Rich     |                                  |
| 1997      | Un Ángel en mi Equipo                                                  | Kevin Harper    |                                  |
| 1996-2006 | 7th Heaven                                                             | Simon Camden    |                                  |
| 1996      | Phenomenon                                                             | Al              |                                  |
| 1996      | El Triángulo de las Bermudas                                           | Sam             |                                  |
| 1996      | Summer of Fear                                                         | Zack            |                                  |
| 1995      | It Was Him Or Us                                                       | Stevie Pomperoy |                                  |
| 1993      | Look Who's Talking Now! (Mira quién habla ahora)                       | Mikey Ubriacco  |                                  |

## Videojuegos
| Año  | Título                                                    | Personaje      | Observaciones                                                                |
| ---- | --------------------------------------------------------- | -------------- | ---------------------------------------------------------------------------- |
| 2002 | Kingdom Hearts                                            | Riku           |                                                                              |
| 2006 | Kingdom Hearts II                                         | Riku           |                                                                              |
| 2008 | Kingdom Hearts Re:Chain Of Memories                       | Riku           | También puso voz a Falso Riku.                                               |
| 2009 | Kingdom Hearts 358/2 Days                                 | Riku           | Solo en las escenas de Kingdom Hearts HD 1.5 ReMIX.                          |
| 2010 | Kingdom Hearts Birth By Sleep                             | Joven Xehanort |                                                                              |
| 2011 | Kingdom Hearts Re:coded                                   | Riku           | Solo en las escenas de Kingdom Hearts HD 1.5 ReMIX.                          |
| 2012 | Kingdom Hearts 3D: Dream Drop Distance                    | Riku           | También en el relanzamiento en Kingdom Hearts HD 2.8 Final Chapter Prologue. |
| 2013 | Kingdom Hearts HD 1.5 ReMIX                               | Riku           |                                                                              |
| 2014 | Kingdom Hearts HD 2.5 ReMIX                               | Riku           |                                                                              |
| 2017 | Kingdom Hearts 0.2 Birth by Sleep -A Fragmentary Passage- | Riku           |                                                                              |
| 2017 | Kingdom Hearts HD 2.8 Final Chapter Prologue              | Riku           |                                                                              |
| 2019 | Kingdom Hearts III                                        | Riku           |                                                                              |